# Krajíčkova stráň
Krajíčkova stráň je lesní park na Stařečce v Třebíči. Nese jméno staré mlynářské rodiny Krajíčků, která při řece Jihlavě vlastnila mlýn (dům čp. 199). Je místem odpočinku a pěkného výhledu na protější podklášterskou stranu řeky – na koupaliště Polanka, stejnojmenný parčík a obytnou zástavbu Nehradova.

## Historie a popis
Lesopark Krajíčkova stráň zaujímá plochu asi 6 ha, stoupá od necelých 400 m n. m. u řeky a až ke 450 m n. m. u Boroviny. Začíná na Polance u bývalého Krajíčkova mlýna. Táhne se dál k jihozápadu pod obytným blokem ulic Nad Lesem, Doleželova, Rypáčkova a Sucheniova. Poté jeho jižní hranice vytváří železniční trať. Park končí až u Poušova poblíž bývalé cihelny. Podél řeky vede parkem rekreační stezka pro cyklisty a pro chodce, které přes Polanku míří až do Vnitřního Města.
Do parku se vstupuje z několika míst: od Krajíčkova mlýna, z ulice Sucheniovy, od bývalé poušovské cihelny a od Boroviny. Na cestě na západ od Sucheniovy ulice je dvojice studánek; jejich voda však není pitná. V některých místech prudké svahy Krajíčkovy stráně si vyžádaly i lidské životy, jež připomínají pomníčky.
Velké ničivé sucho postihlo lesní porost současného lesoparku v červnu roku 1921. O parkovou úpravu Krajíčkovy stráně se zasloužil třebíčský okrašlovací spolek: v druhé polovině 20. let 20. století byly upraveny cesty, zřízen byl též vyhlídkový pavilon.

## Galerie

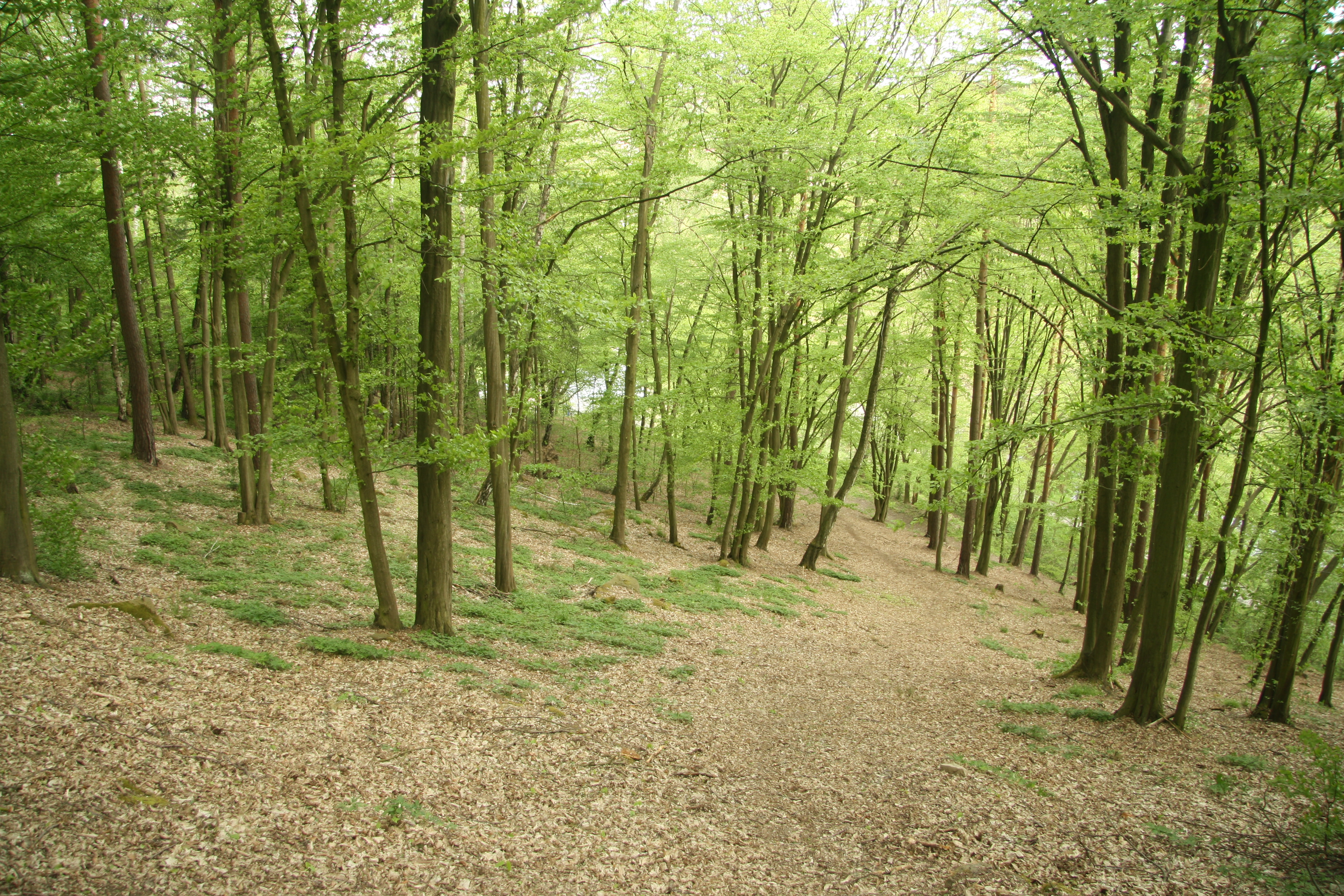
Pohled lesoparkem
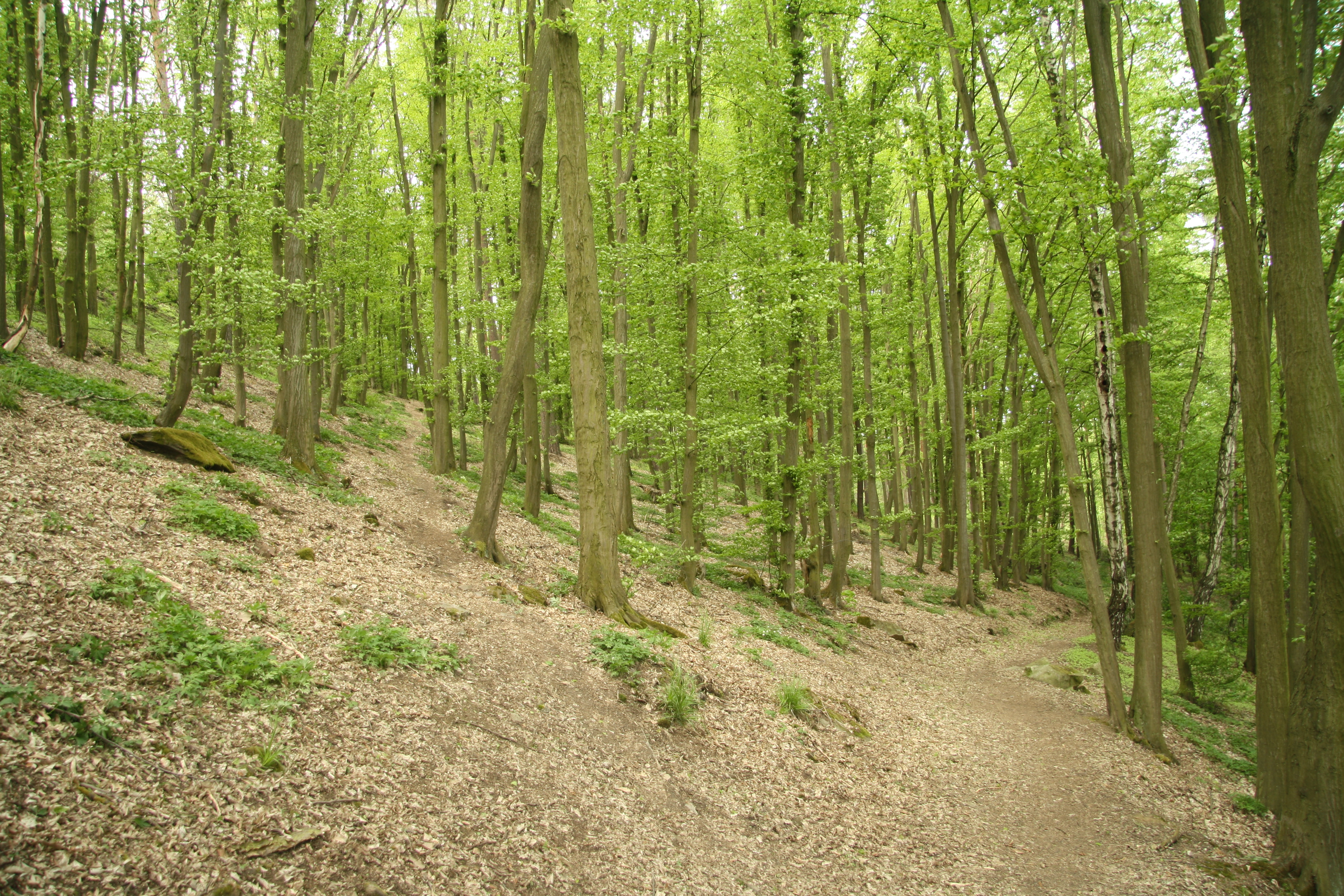
Pohled lesoparkem
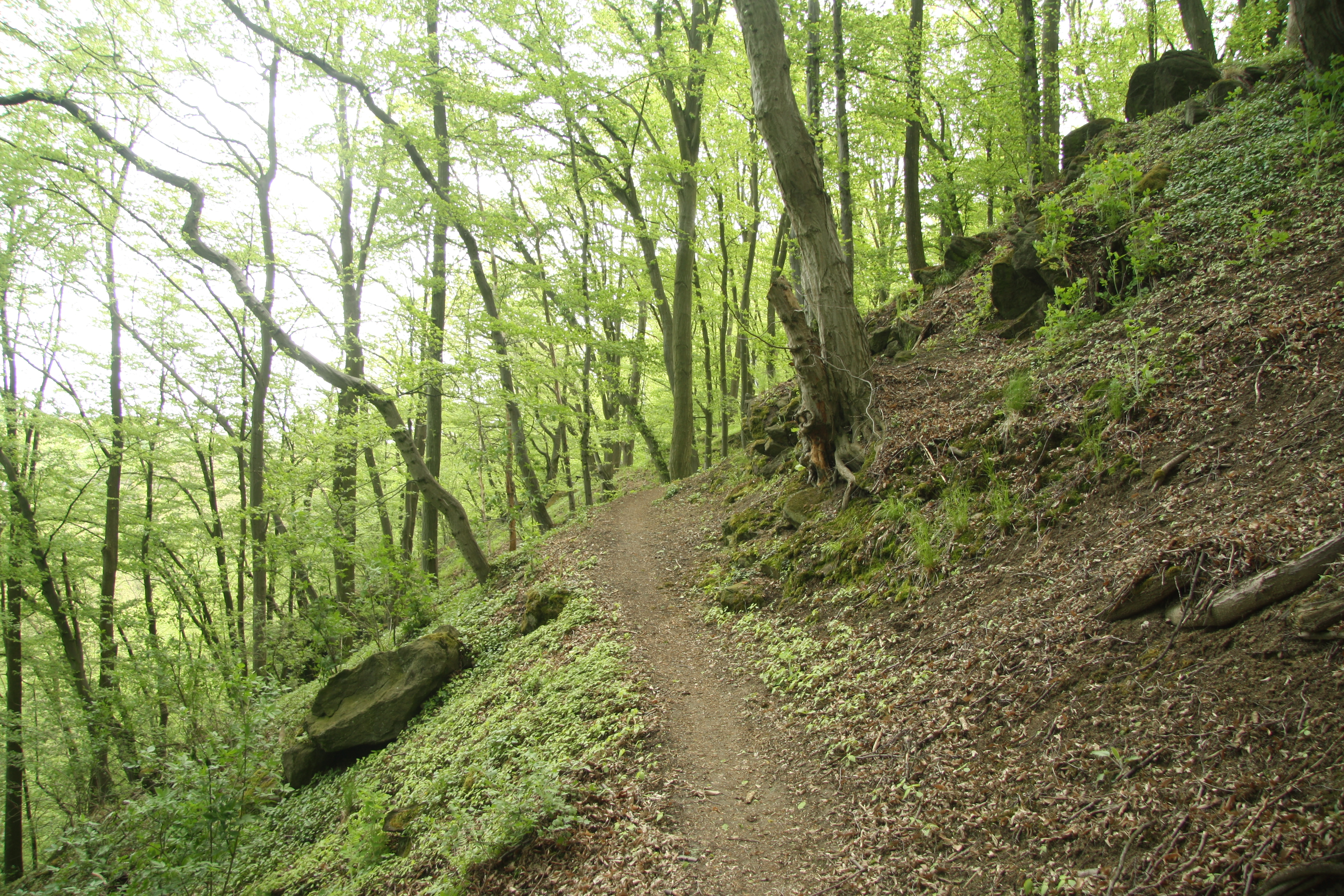
Cesta lesoparkem
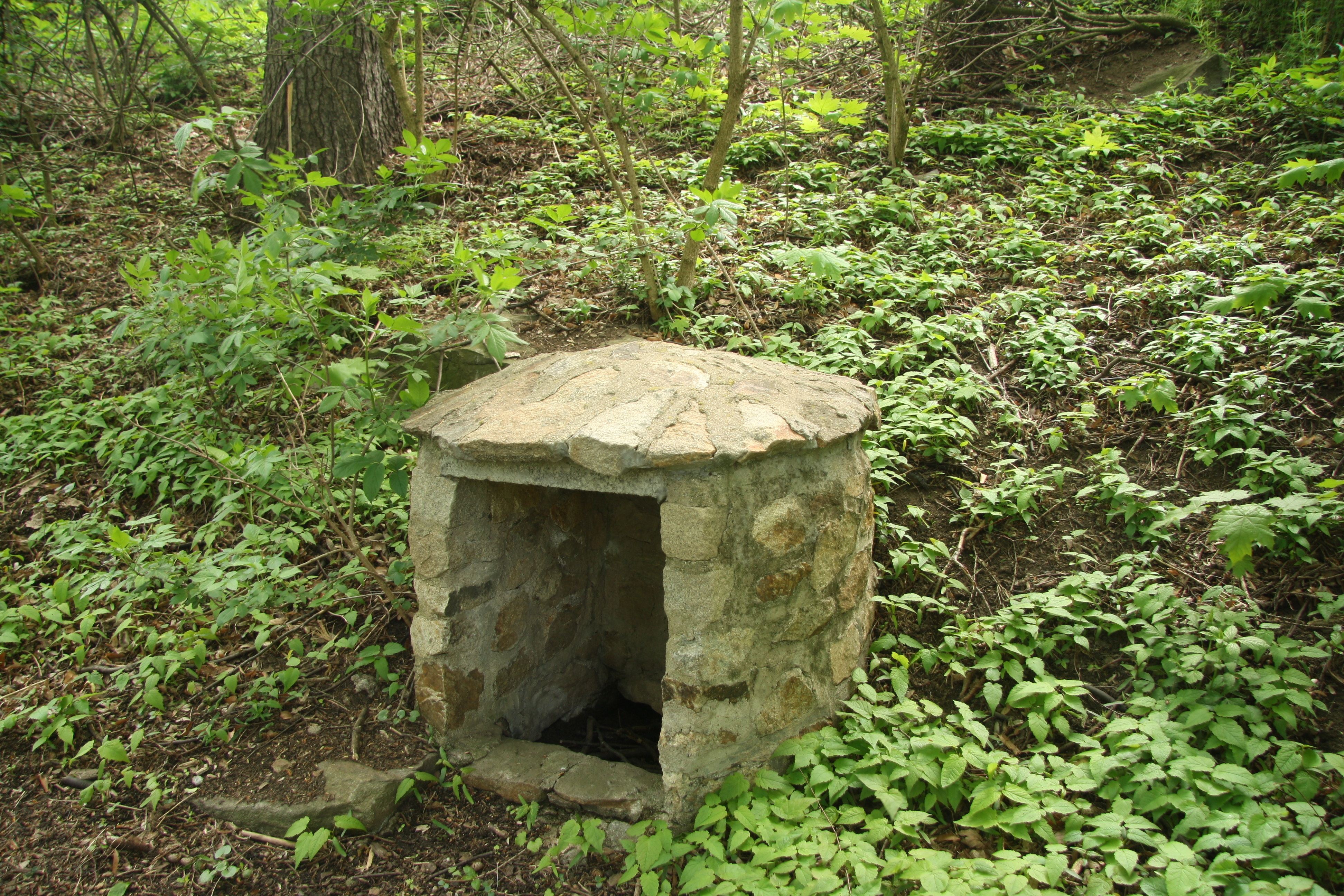
Jedna ze dvou studánek v Krajíčkově stráni
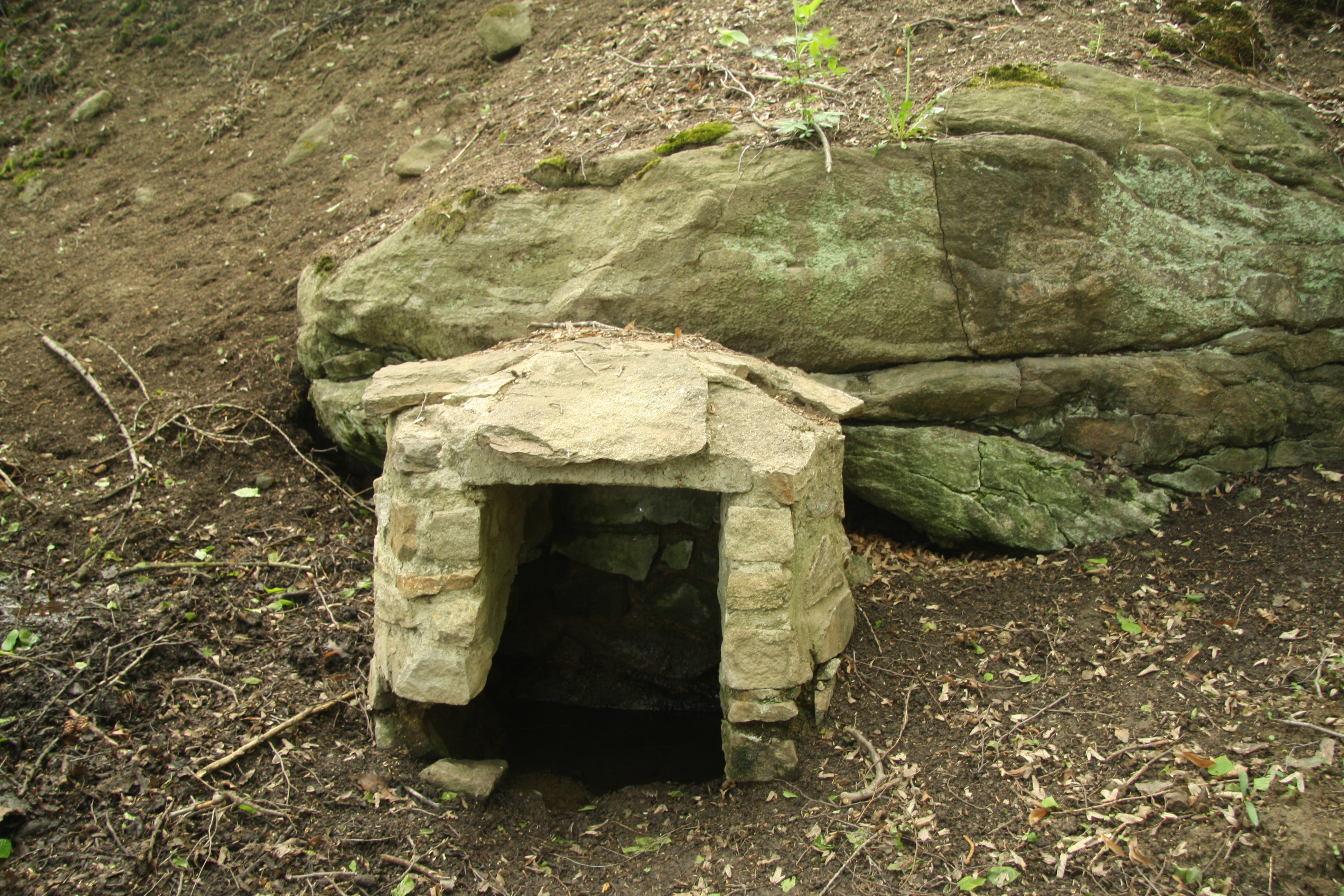
Jedna ze dvou studánek v Krajíčkově stráni
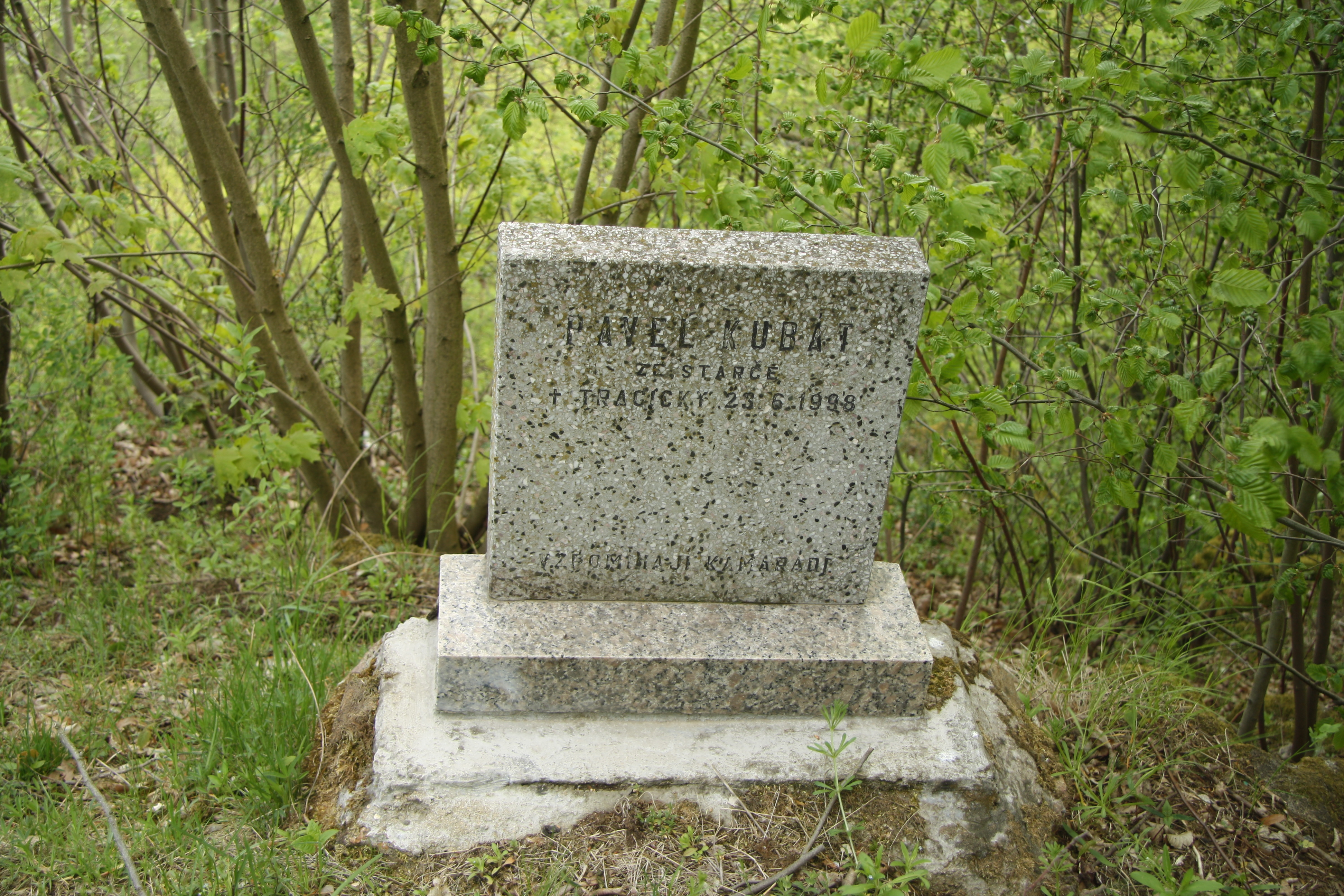
Pomník Pavla Kubáta
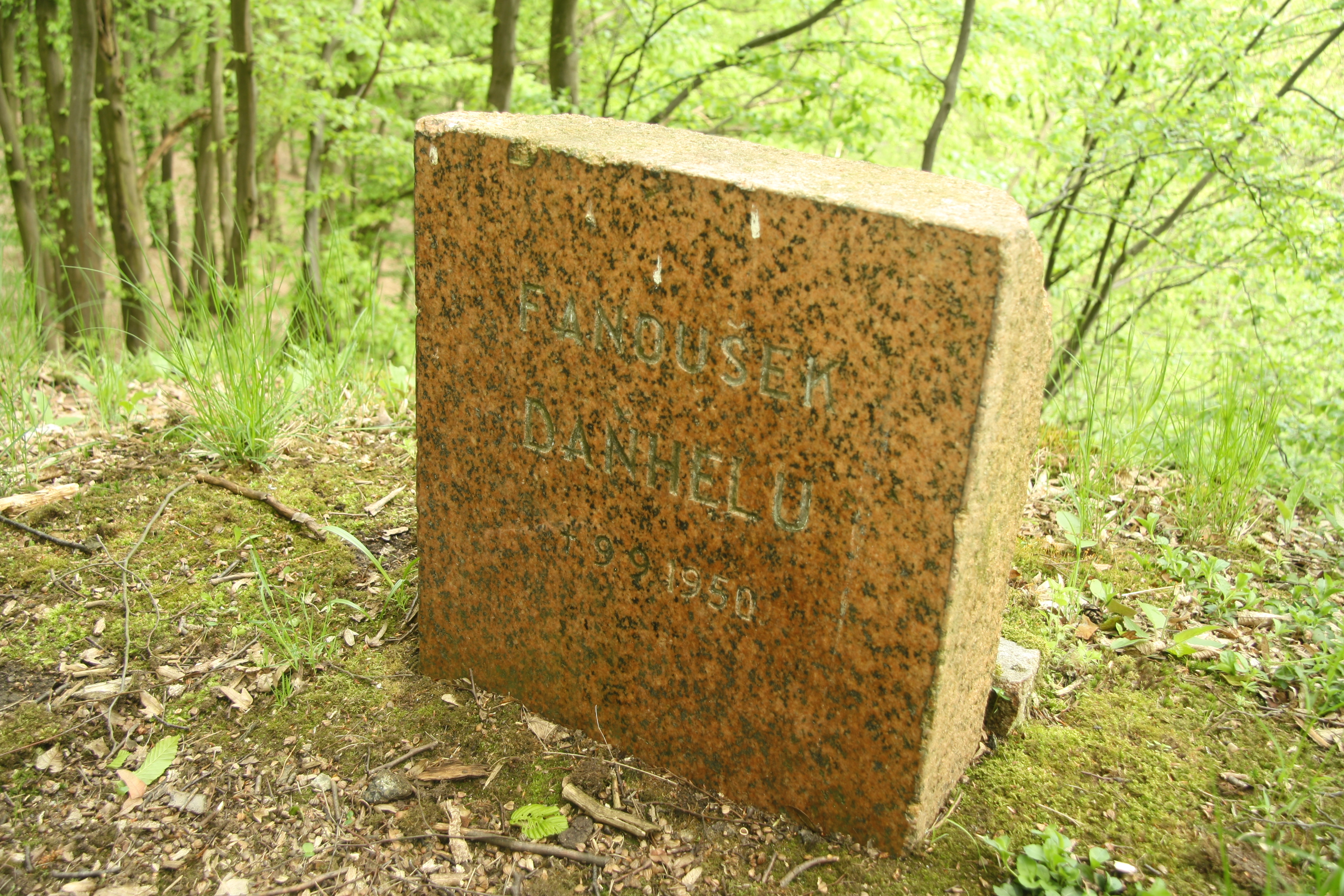
Pomník Fanouška Daňhelů
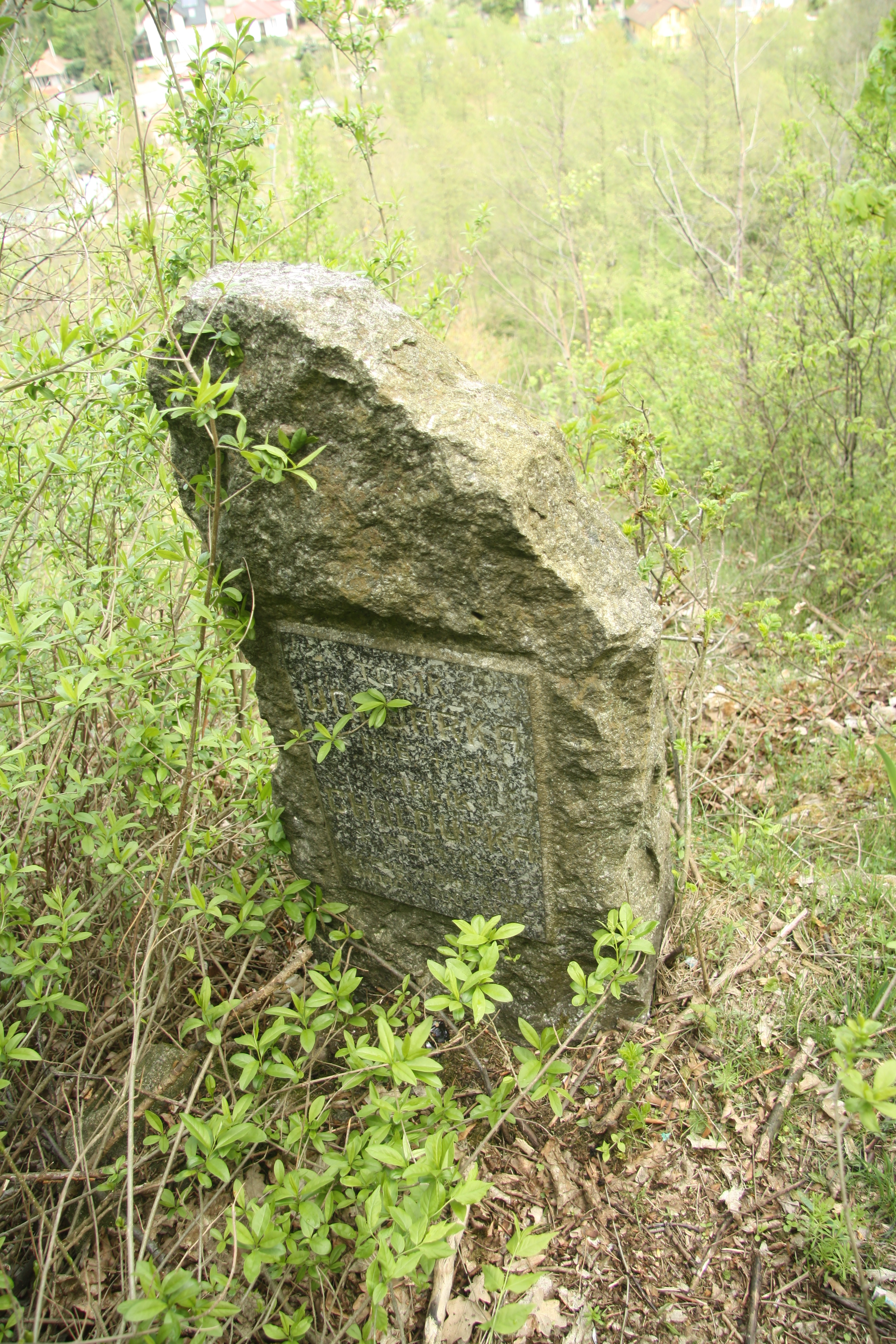
Pomník Toníka Vodvářky a Karlíka Chaloupky
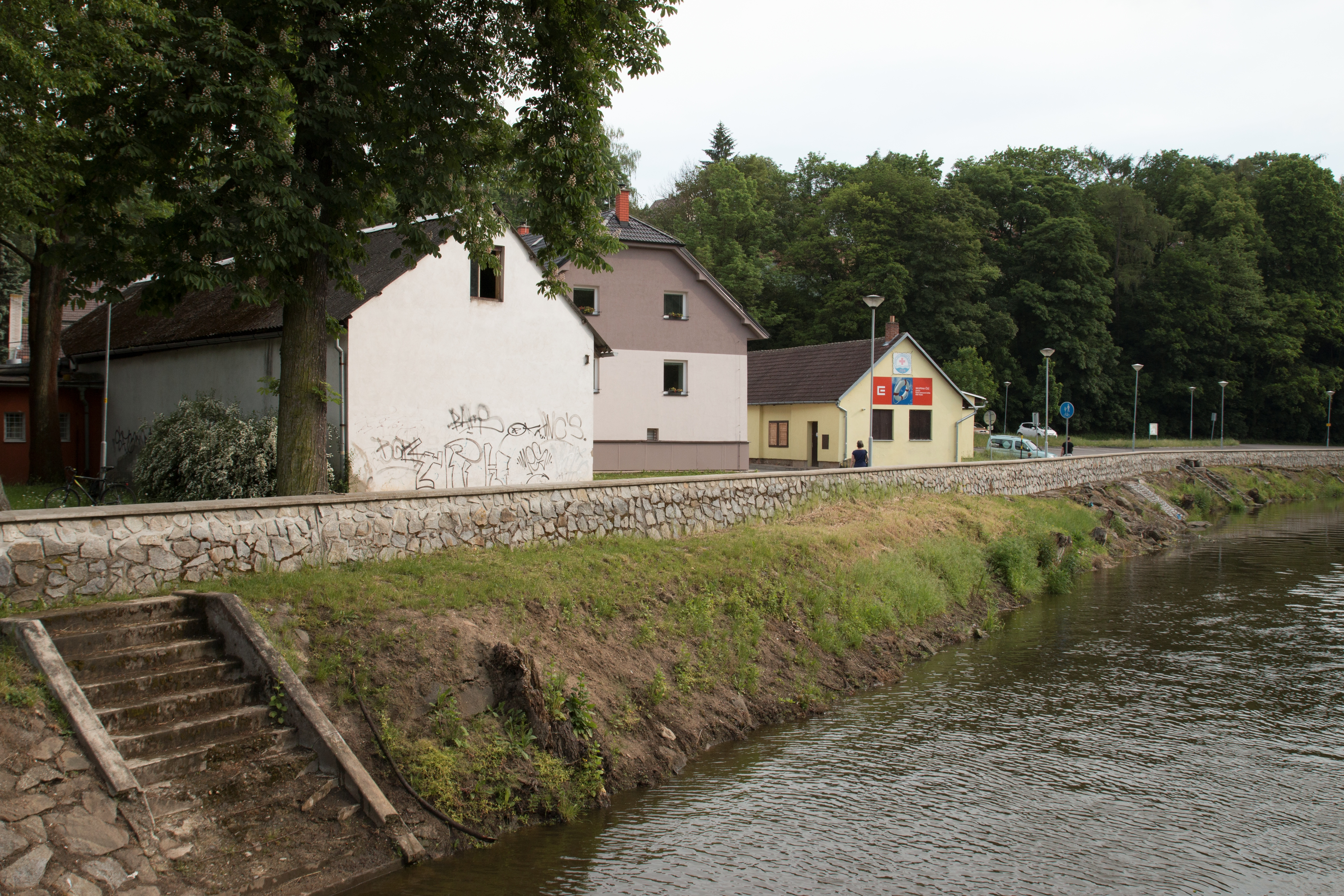
Místo, kde stával Krajíčkův mlýn (v pozadí Krajíčkova stráň)